# Indiano

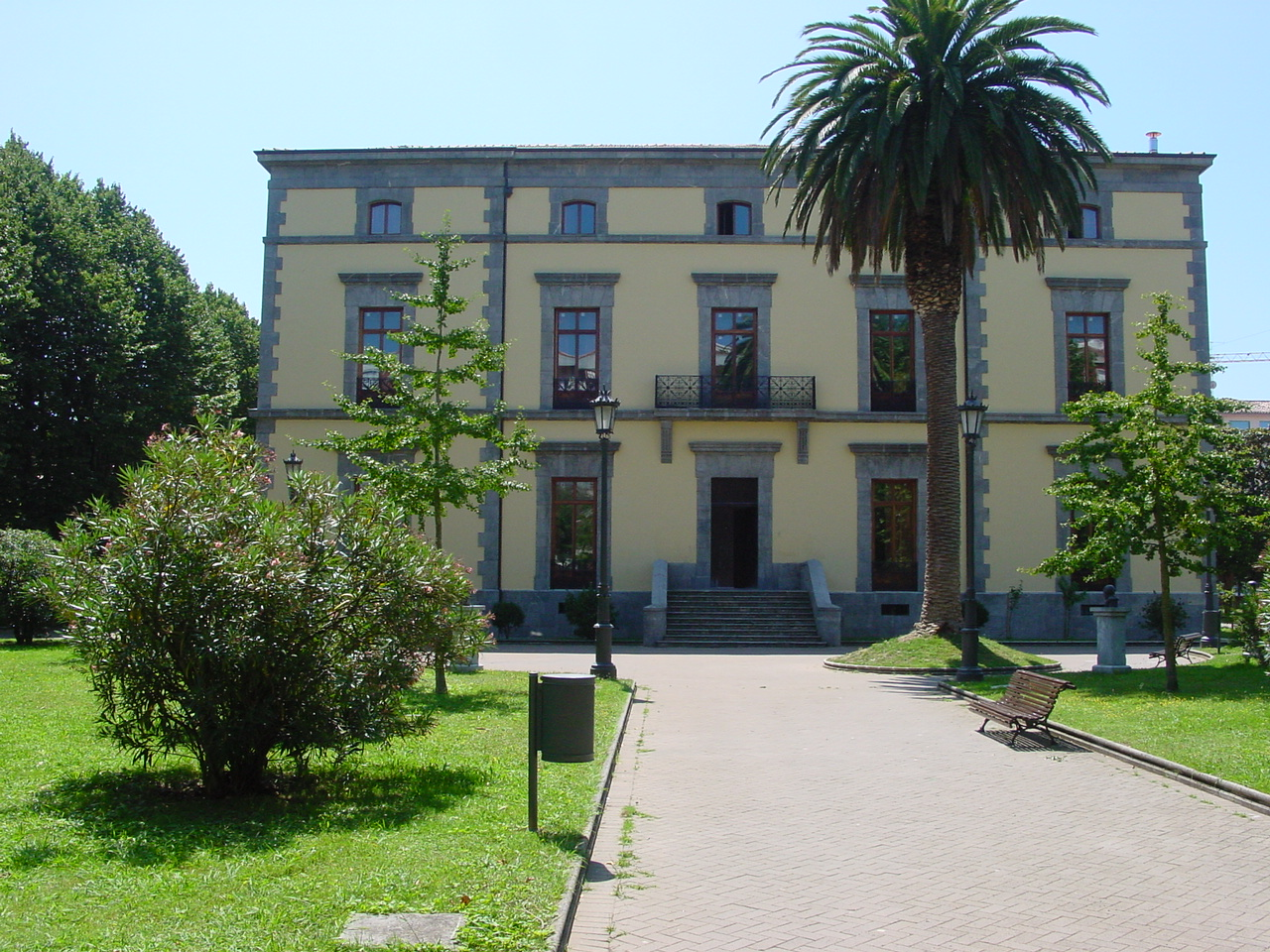
Palacio del Marqués de Manzanedo, actual ayuntamiento de Santoña (Cantabria). Obsérvese la palmera frente a la entrada.

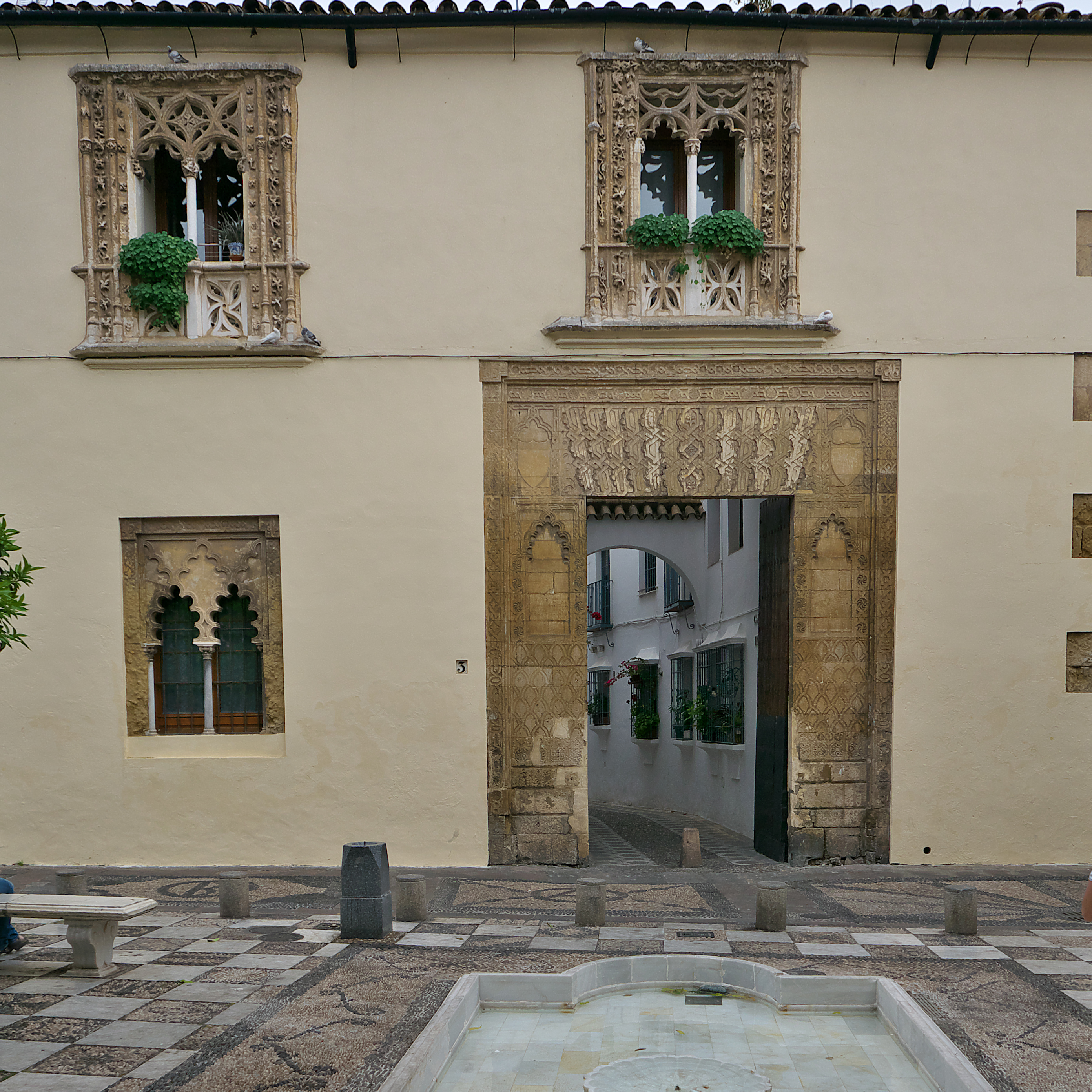
Casa de los Ceas en Córdoba, conocida como Casa del Indiano por haber sido comprada por el rico indiano Juan Cosme Paniagua.

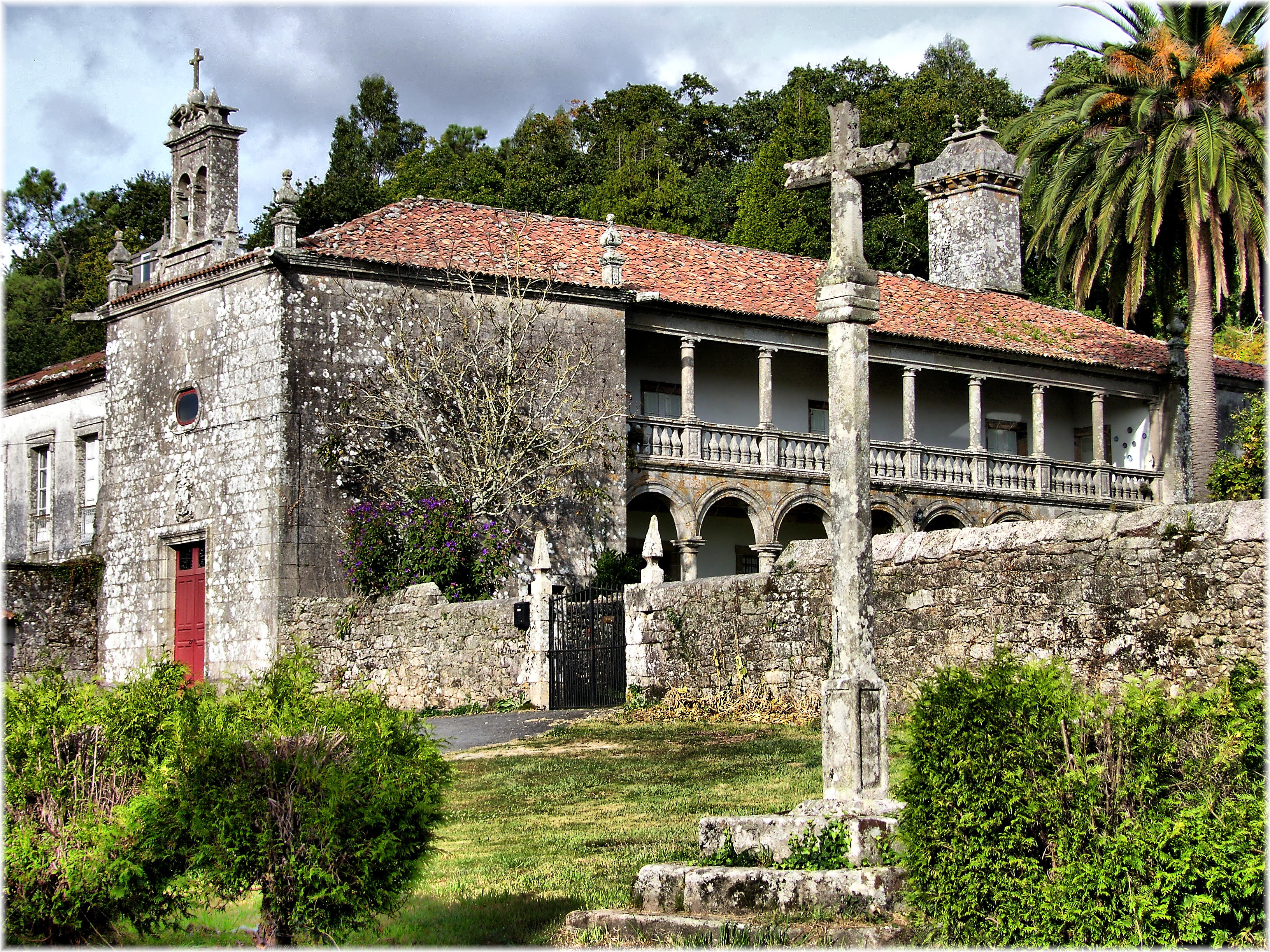
Pazo de Trasariz, en Vimianzo (La Coruña).

El término indiano fue la denominación coloquial del emigrante español en América que retornaba enriquecido, una tipología social que desde el siglo de Oro se había fijado como un tópico literario. La denominación se extendía a sus descendientes, con connotaciones admirativas o peyorativas según el caso.
Los indianos se convirtieron en líderes locales en la época del caciquismo (finales del siglo XIX y comienzos del siglo XX), periodo en el que grandes contingentes de jóvenes, especialmente de regiones con fácil salida al mar, como Galicia, Asturias, Cantabria, el País Vasco, Cataluña y Canarias, se vieron obligados en esa época a lo que se denominaba hacer las Américas: emigrar en busca de una mejor fortuna en países iberoamericanos como Argentina, Brasil, Chile, Cuba, México, Uruguay o Venezuela. En algunos casos acudían reclamados por sus familiares ya establecidos en esos lugares, formándose negocios familiares de notable éxito. La mayor parte no tuvieron tanta fortuna, y no encontraron mejor destino en América que la pobreza de la que huían.[cita requerida]
Los que lograron amasar verdaderas fortunas y decidieron volver años más tarde a sus lugares de origen procuraban prestigiarse adquiriendo algún título de nobleza, comprando y restaurando antiguas casonas o pazos, o construyendo palacios de nueva planta, en un estilo colonial o ecléctico muy vistoso, que pasaron a llamarse «casonas», casas de indianos o «casas indianas» (en algunas zonas, como la localidad asturiana de Somado, son particularmente abundantes). A menudo incorporaban en sus jardines palmeras como símbolo de su aventura en tierras tropicales. También establecían su mecenazgo en instituciones de beneficencia o culturales, subvencionando la construcción de escuelas, iglesias y casa consistoriales, construyendo y arreglando carreteras, hospitales, asilos, traídas de agua y de luz eléctrica, etc. La literatura y arte hizo referencia muchas veces a la historia de la emigración a América y al retorno de los indianos.
La limpieza del origen de algunas de estas fortunas siempre estuvo en cuestión, especialmente las de los que se enriquecieron con la trata de esclavos (como Antonio López y López, ennoblecido con el título de marqués de Comillas), y que, en connivencia con los hacendados establecidos en ultramar, establecieron el grupo de presión negrero para obstaculizar cualquier tipo de legislación abolicionista que pudiera desarrollarse en la metrópoli, como las reformas que impulsaba Julio Vizcarrondo (él mismo descendiente de hacendados esclavistas). En el grupo pro-esclavista destacaron Antonio Cánovas del Castillo (hermano de José Cánovas del Castillo, enriquecido en Cuba) y Francisco Romero Robledo. La esclavitud no se suprimió definitivamente en las colonias españolas hasta el 7 de octubre de 1886.

## Los indianos de Galicia
Tan abundante fue la emigración gallega hacia países como Argentina, Uruguay o Cuba, que el epíteto de «gallegos» se sigue dando allí a cualquier español, sea cual sea su procedencia regional. Alfonso Daniel Rodríguez Castelao acuñó la frase: «el gallego no pide, emigra». Entre los más afortunados estuvieron Pancho de Reádegos, Basilio Álvarez, Benjamín Cudeiro, Juan y Jesús García-Naveira, Modesto Estévez, etc.

## Los indianos de Asturias
Asturias ha sido, junto con Galicia, la región de la que más emigrantes partieron hacia América. Al volver, muchos de ellos construyeron casonas que forman parte de una rica  sería marqués de Argüelles, Manuel Ibáñez Posada (que adquirió el título de conde de Ribadedeva), su hermano Luis Ibáñez Posada (fundó el Banco Hispano Americano con la repatriación de capitales tras el desastre de 1898), Íñigo Noriega Mendoza, Ulpiano Cuervo, Íñigo Noriega Lasso, Manuel Suárez y Suárez y otros.

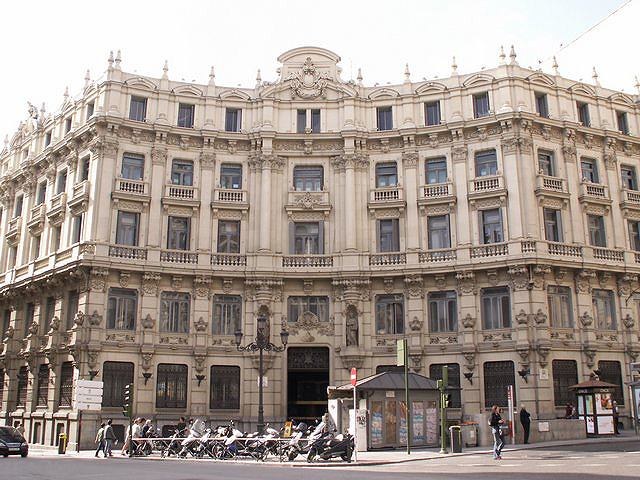
Sede del Banco Hispano-Americano en Madrid (1902-1905).
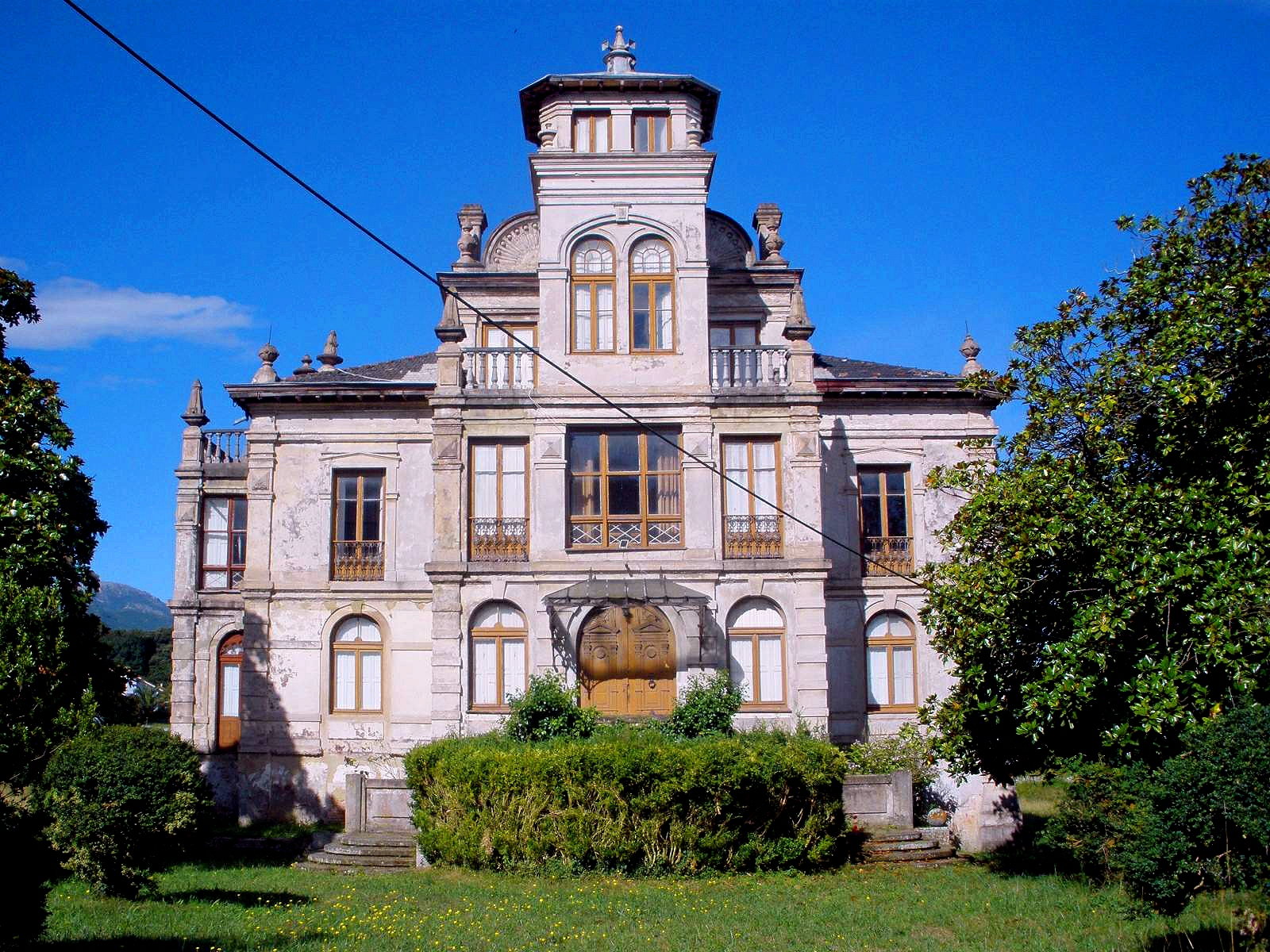
Palacio de Partarríu en Llanes.
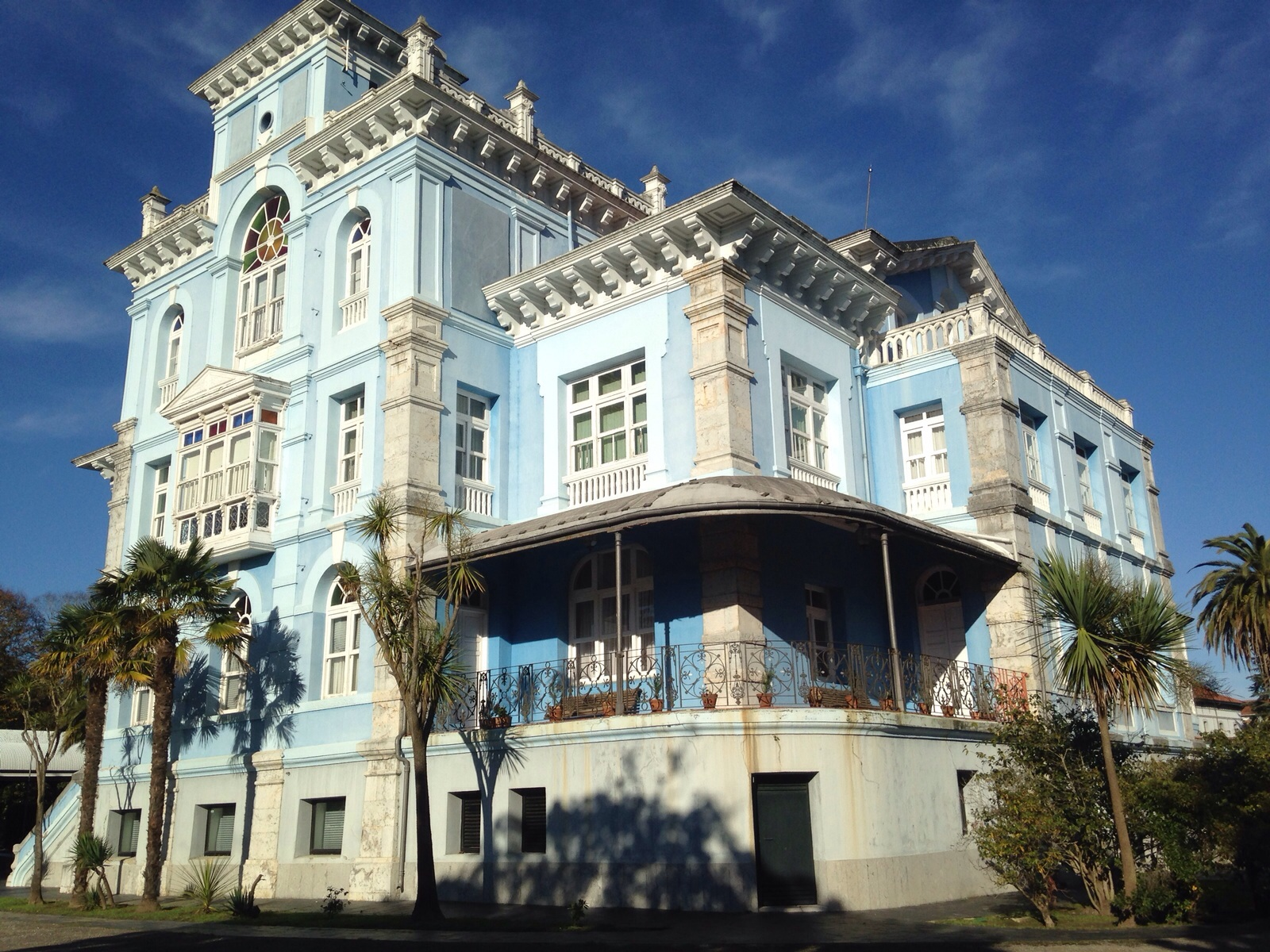
Archivo de indianos de Colombres (1906).
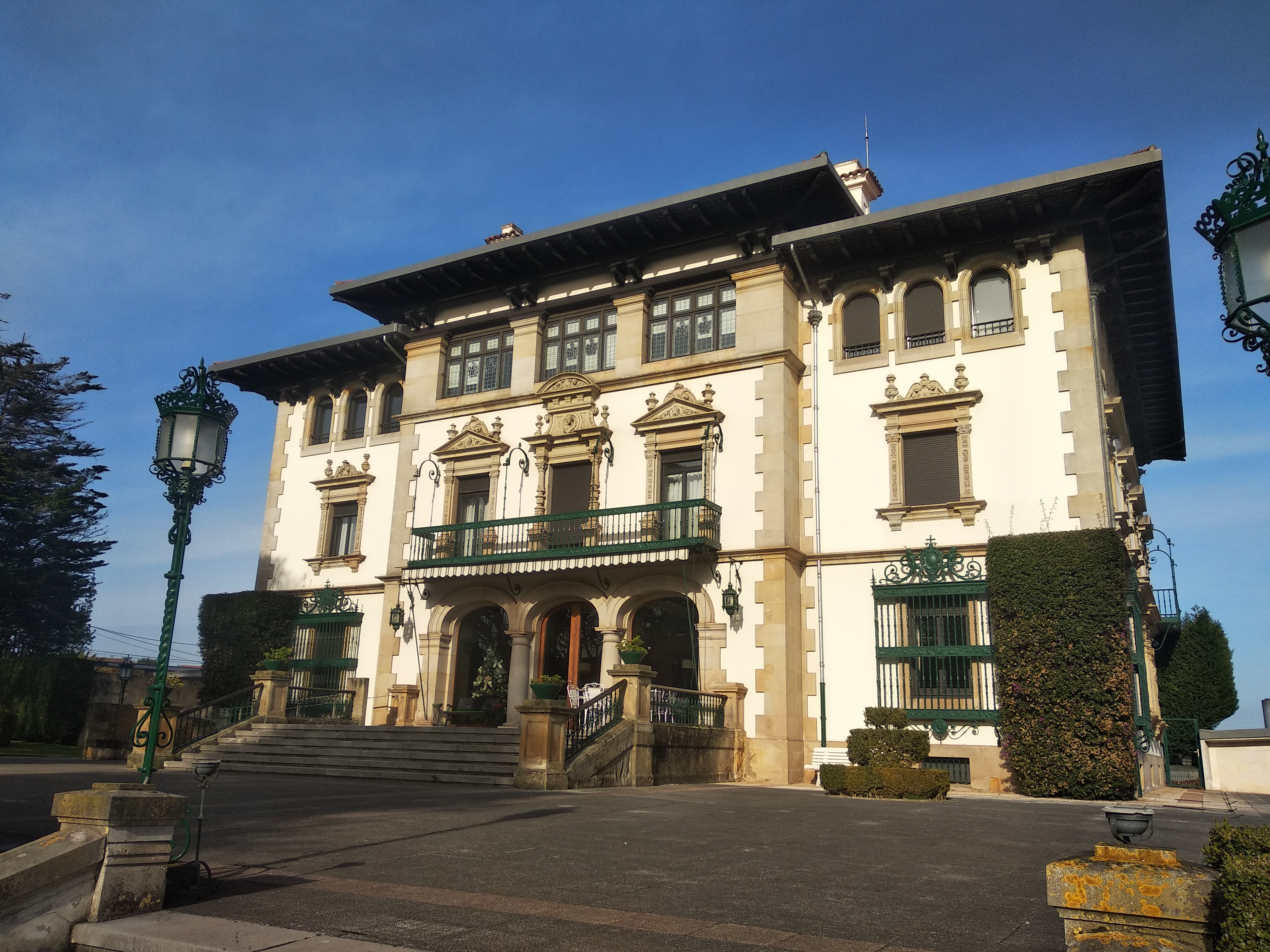
Solavieya (1918).

## Los indianos de La Montaña
Entre los indianos de La Montaña (denominación tradicional de la actual comunidad autónoma de Cantabria) destacaron las figuras del marqués de Comillas (1817-1883), el marqués de Valdecilla (1850-1932), el marqués de Manzanedo (1803-1882), el conde de la Mortera (1812-1885), Santiago Galas Arce (1886-1970), Mateo Haya Obregón o Laureano Falla-Gutiérrez (1859–1929) entre muchos otros. En honor de todos ellos se levantó en 1978, en lo alto de Peña Cabarga el Monumento al Indiano, un mirador privilegiado desde el que se domina la bahía de Santander y el puerto del que partieron miles de emigrantes hacia el nuevo continente.

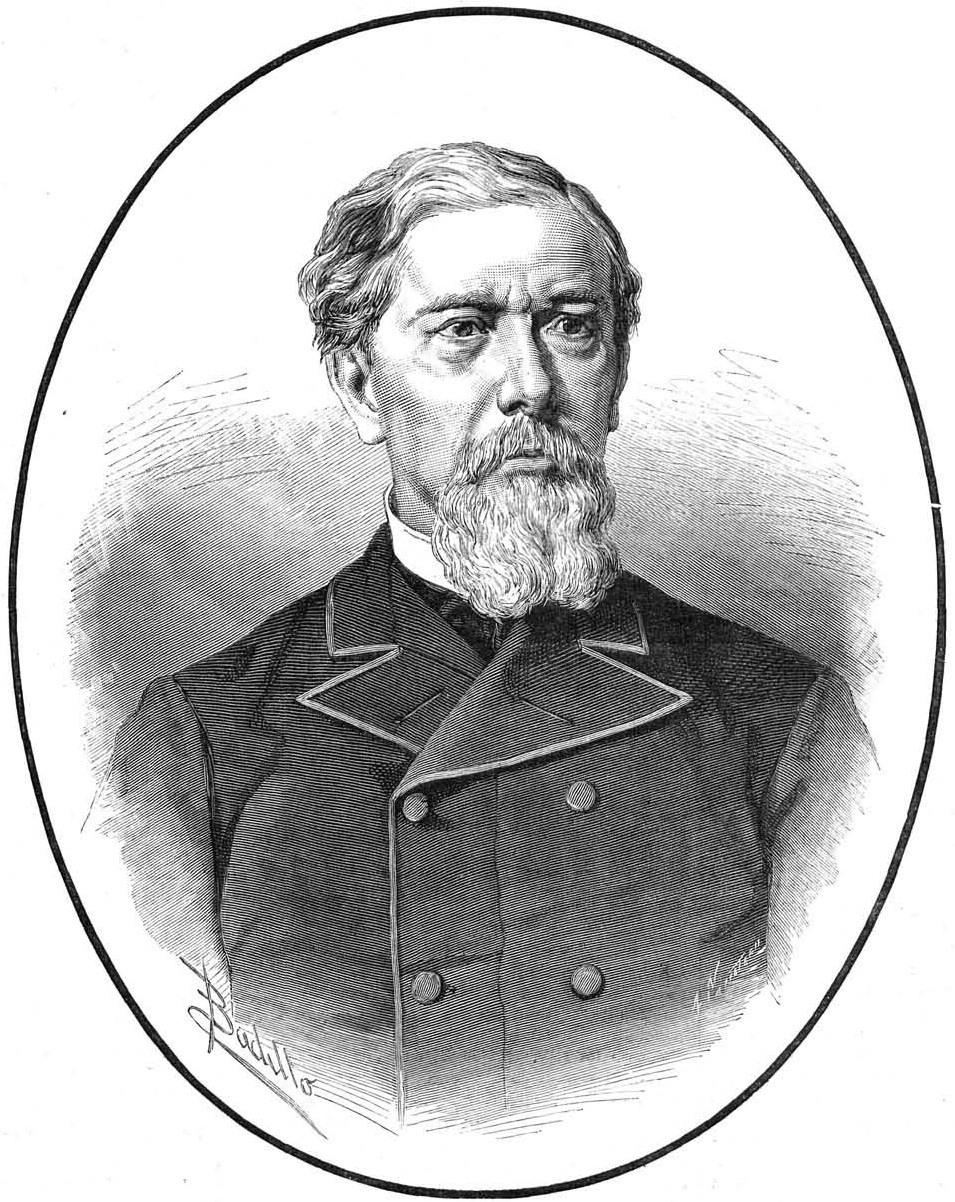
Antonio López y López, primer marqués de Comillas.
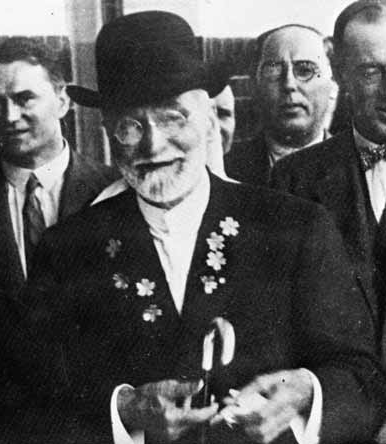
Ramón Pelayo de la Torriente, primer marqués de Valdecilla.

## Los indianos del País Vasco
La emigración de vascos del entorno rural hacia América fue históricamente muy importante, y se mantuvo e incrementó incluso, protagonizada por las zonas rurales, en el periodo de industrialización de finales del XIX y comienzos del XX, a pesar de que simultáneamente se producía una inmigración interior del campo a la ciudad y de otras regiones españolas hacia las zonas urbanas e industriales vascas. Ejemplos de indianos retornados fueron Romualdo Chávarri de la Herrera (1819-1899), Eugenio Bermejillo Ibarra (1815-1858), Pío Bermejillo Ibarra (1820-1883), José Altuna Sagastibelza, Ramón Errazu, Miguel Sainz Indo (1823-1876), el matrimonio formado por José Javier Uribarren y Marcue-Erquiaga (1791-1861) y María Jesús Aguirrebengoa (1811-1857), Martín Mendía Conde (1841-1924), Pascual Abaroa Uribarren (1825-1890), Paulino de la Sota y Ortiz (1831-1927), Romualdo Chávarri, Gregorio del Castillo Garna, José Arechabala, Juan de Zabala, Antonio y Rafael Amabizkar (1873-1952), Leandro Urrutia (1848-1908), Antonio Llaguno (1874-1958), Hermanos Vivanco (1885-1950), Pedro Juan de Zulueta, etc.

## Los indianos de Cataluña

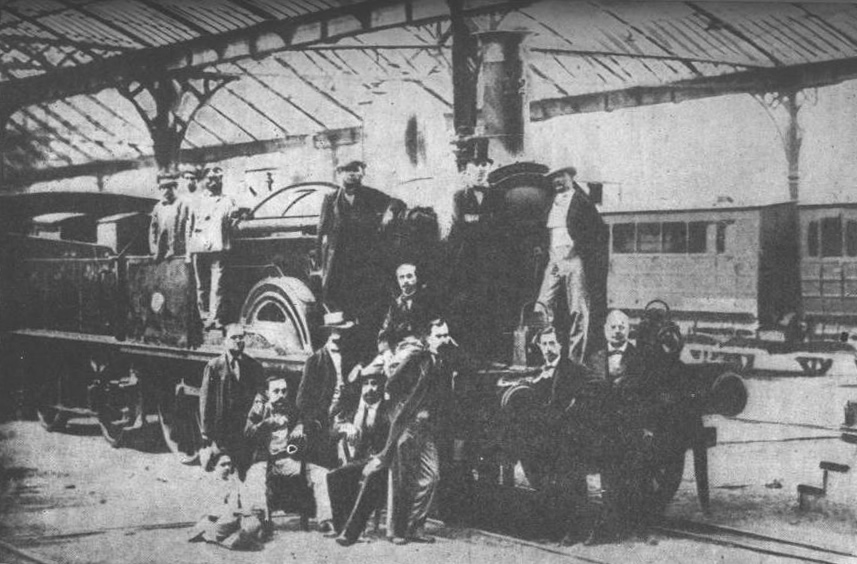
Constructores y accionistas de la línea Barcelona-Mataró impulsada Por Miguel Biada Buñol, la primera línea de ferrocarril peninsular (1848).

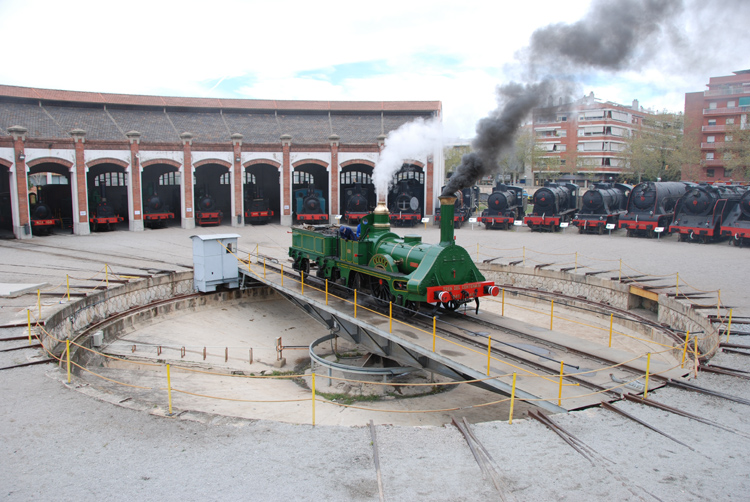
Locomotora que reproduce a la original del Ferrocarril Barcelona-Mataró impulsada por Miguel Biada Buñol en la década de 1840. Actualmente conservada en el Museo del Ferrocarril de Cataluña.

Entre los indianos retornados a Cataluña, es destacable la figura de Miguel Biada Buñol, que tras dedicarse a la marina mercante durante toda su vida entre Maracaibo y La Habana, fue el impulsor hasta 1848 del Ferrocarril Barcelona-Mataró, primera línea férrea de la península ibérica y segunda de España tras el Ferrocarril La Habana-Güines. Fue miembro de las Cortes Generales. Invirtió toda o la mayor parte de su fortuna en este proceso muriendo antes de su inauguración.
También son destacables José Xifré y Casas, Facundo Bacardí, Agustí Vilaret, Josep Maria Huertas, etc.
El marqués de Comillas, montañés de origen, se estableció en Barcelona a su vuelta a España.

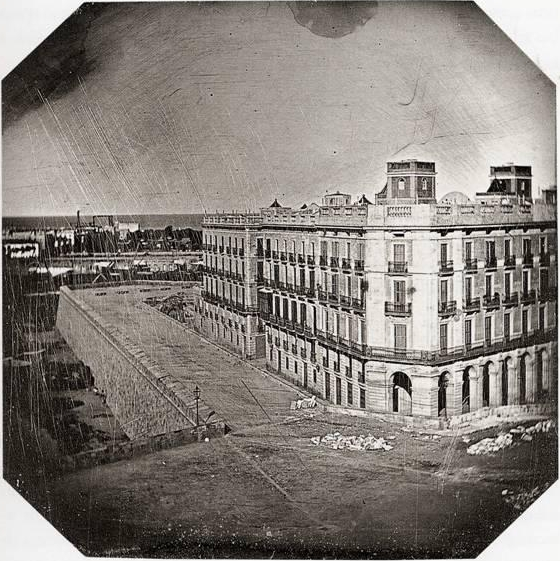
El primer daguerrotipo que se tomó en España tiene como tema la Casa Xifré en construcción (1848).
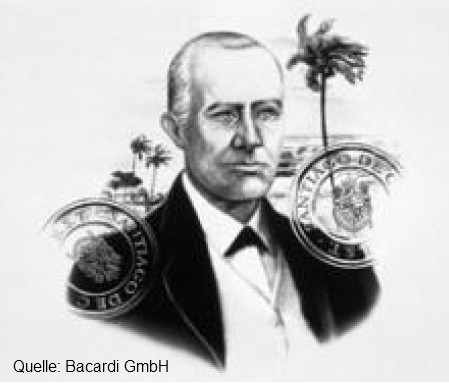
Facundo Bacardí.

## Los indianos de Canarias
La emigración canaria fue muy intensa desde el siglo XVII hasta los principios de la segunda mitad del XX, y se intensificó especialmente en esta última etapa. Los principales destinos fueron Puerto Rico (siglo XIX), Cuba (principios del siglo XX), Argentina (años 20 y 30 del siglo XX) y Venezuela (mediados del siglo XX). Otras emigraciones anteriores fueron en menor medida a Uruguay (la ciudad de Montevideo, capital de dicho país, fue fundada por canarios), República Dominicana y Texas (donde emigrantes canarios fundaron la ciudad de San Antonio). Tal es la influencia que ha marcado el fenómeno de la emigración en la sociedad y cultura canaria, que existen incluso varias fiestas en honor a los indianos retornados (Carnaval de Santa Cruz de La Palma).
El 20 de febrero de 2023, tras la pandemia, se volvió a celebrar la fiesta de los indianos, que reunió a más de 70.000 personas.

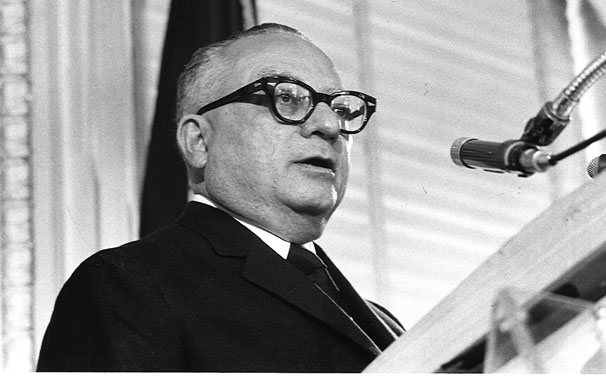
Rómulo Betancourt, hijo de padre canario, que llegó a presidente de Venezuela